# Алгер
Алгер или Алгири (на гръцки: Αλγέρι) е бивше село в Република Гърция, на територията на дем Воден (Едеса), област Централна Македония.

## География
Селото е било чифлик, разположен в северните склонове на планината Каракамен (на гръцки Вермио), югоизточно под едноименния връх Алгер, между селата Къдрево, Фурка и Ливадица.

## История
Алгер е българско село, разорено в немирните години във втората половина на XVIII век. Жителите му се изселват в Месимер.